# Uchiyama Gudō
Gudō Uchiyama (geboren am 17. Mai 1874; gestorben am 24. Januar 1911) war ein Abt in der Sōtō-Zen-Tradition Japans. Anders als andere Zen-Meister, die in der Meiji-Zeit einen dem Kaiser (Tenno) ergebenen Nationalismus predigten, setzte Uchiyama sich für die Abschaffung des Kaiser-Systems, für demokratische Rechte und für eine Landreform ein. Als anarcho-syndikalistischer Aktivist rief er ferner zum Widerstand gegen die imperialistische Kriegspolitik Japans auf. Das Regime verdächtigte ihn, eine Verschwörung zur Ermordung des Kaisers geplant zu haben. Trotz zweifelhafter Beweise wurde Uchiyama 1911 verurteilt und hingerichtet.

## Biografie

### Kindheit und Jugend
Gudō Uchiyama wuchs in einem kleinen Dorf in Japan auf, wo er Armut und Rechtlosigkeit der Kleinbauern miterlebte. Sein Vater war als Holzschnitzer tätig und fertigte buddhistische Statuen und Familienaltäre an. Seinem Sohn brachte er das Schnitzhandwerk bei, doch er starb, als Gudo 16 Jahre alt war. Uchiyama war jedoch lernbegeistert und talentiert; so gewann er z. B. den Präfekturpreis für hervorragende Leistungen in der Ausbildung. Schon als Schüler begeisterte er sich für Ideen von Gerechtigkeit und Gleichheit. Besonders inspiriert schien ihn die Legende des Dorfvorstehers Sakura Sōgorō zu haben, der gewagt hatte, den mächtigen Shogun zur Minderung der Steuerlast armer Bauern aufzufordern. Sakura Sōgorō bezahlte seinen Mut mit dem Leben: er wurde mitsamt seiner ganzen Familie hingerichtet.

### Ländlicher Priester und Sozialer Aktivist
Uchiyama begann eine Ausbildung in Soto-Zen und wurde 1897 als Priester ordiniert. 1904 schloss er seine Zen-Studien ab und übernahm das Amt eines Abts im Rinsenji-Tempels in der ländlichen Region der Hakone-Berge. Gleich nach Amtsantritt engagierte er sich gegen das Elend der Bauern und Tagelöhner. Die Stadtchronik berichtet, Uchiyama habe die Ernte der Tempelbäume immer an arme Familien verteilt.

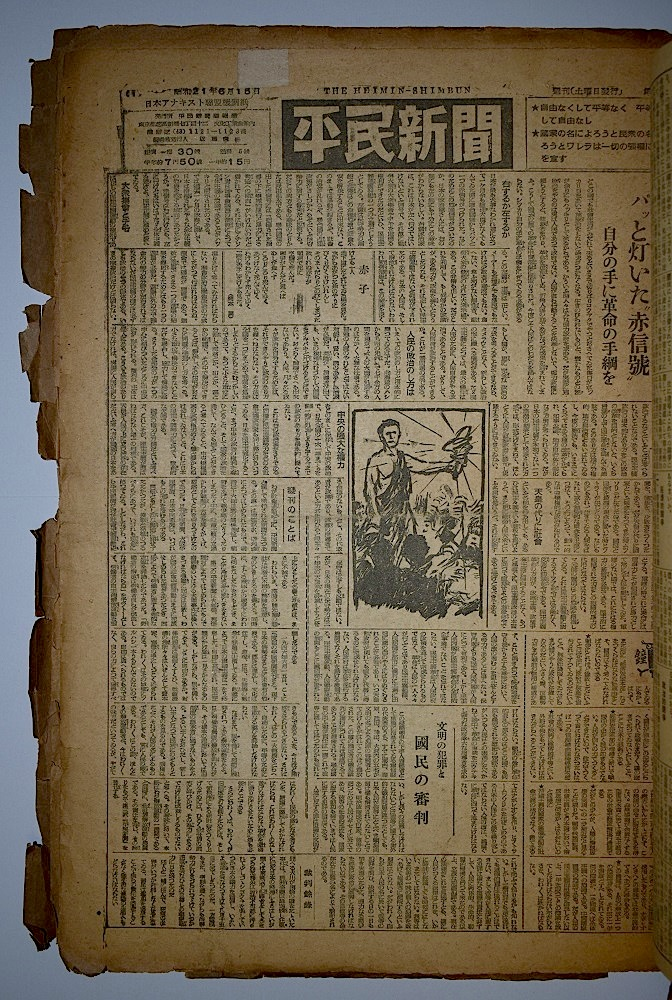
Japanische sozialistische Zeitschrift Heimin-Shimbun (1946)

Im selben Jahr schrieb er einen Beitrag über die chinesische Zen-Gemeinschaft (Sangha) seiner buddhistischen Tradition, die er als Vorbild für eine gemeinschaftliche Lebensweise ohne Privateigentum sah. Zu diesem Zeitpunkt definierte er sich bereits als Anarcho-Syndikalist, inspiriert durch die sozialistisch-pazifistische Tageszeitung Heimin Shimbun, eine sozialistische Antikriegs-Zeitschrift, die seit 1903 täglich erschien. In der Januar-Ausgabe 1904 der Heimin Shimbun zitierte er Passagen aus Standardwerken der Zen-Literatur wie dem Lotus-Sutra und dem Diamant-Sutra, um zu verdeutlichen, dass die sozialistischen Ziele von Gleichheit und Gerechtigkeit sich gut mit dem Zen-Buddhismus vertragen: 
„Als Verbreiter des Buddhismus lehre ich, dass ‚alle fühlenden Wesen die Buddha-Natur haben‘ und dass ‚innerhalb des Dharma Gleichheit herrscht, ohne Über- noch Unterlegene‘. Auch lehre ich, dass ‚alle fühlenden Wesen meine Kinder sind‘. Nachdem diese goldenen Worte die Grundlage meines Glaubens wurden, entdeckte ich, dass sie in völliger Übereinstimmung mit den Prinzipien des Sozialismus sind. So wurde ich ein Anhänger des Sozialismus.“
Uchiyama war ein entschiedener Verfechter demokratischer Rechte. Er forderte die Abschaffung des Meiji-Kaisersystems und eine Landreform zugunsten armer Bauern. Scharf kritisierte er Zen-Führer seiner Zeit, die der Meinung waren, die niedrige soziale Position von Menschen sei eine Folge ihres schlechten Karmas, und damit das Elend der Bauern rechtfertigten. Als Sozialist setzte Uchiyama sich für eine schrittweise Abschaffung des Privateigentums, für die Gleichberechtigung der Geschlechter, für kostenlose Gesundheitsversorgung und freie öffentliche Bildung ein. Bei Eintritt Japans in den 1. Weltkrieg rief er die Wehrpflichtigen auf, massenhaft zu desertieren.
Die japanische Regierung drängte die sozialistische und die Antikriegsbewegung in den Untergrund und verfolgte ihre Anhängerschaft. Um seine Anliegen trotzdem zu verbreiten, nahm Uchiyama 1908 mit dem Widerstandskreis um den bekannten Sozialisten und Anarchisten Kōtoku Shūsui Kontakt auf. In Tokio besorgte er sich Materialien, um eine geheime Druckerei in seinem Tempel einzurichten. Auf diese Weise konnte er weiterhin sozialistische Abhandlungen und Flugblätter und ein paar eigene Schriften veröffentlichen.
Sein am meisten verbreitetes Werk war die sogenannte „Vernichtende Anprangerung“ des autokratischen Systems in Japan. Anders als die meisten Zen-Lehrer argumentierte er, der Kaiser sei weder göttlich noch ein von höheren Mächten vorherbestimmter Herrscher über Japan. Zwar könne man die kaiserliche Ahnenlinie mehr als 2500 Jahre zurückverfolgen, doch diese Ahnen hätten sich alles andere als göttlich benommen: „Sie kamen aus einer Ecke von Kyushu, töteten und raubten Menschen, wie man weiß, und vernichteten später ihre Mitdiebe.“ Uchiyama griff auch die gebildete Elite des Landes an, die über solche Dinge genau Bescheid wusste, es aber vorzog, „andere wie auch sich selbst zu täuschen“, indem sie die offizielle Sichtweise der autoritären nationalistischen Regierung unterstützte.

### Inhaftierung, Prozess und Hinrichtung
Uchiyamas subversive Reden und Schriften stießen auf Zustimmung in der Bevölkerung und wurden populär. Als Reaktion darauf wurde er im Mai 1909 verhaftet und wegen Verletzung der Presse- und Publikationsgesetze angeklagt. Nach einer Durchsuchung des Klosters Rinsenji entdeckte die Polizei seine geheime Druckerei und behauptete, man sei auf Materialien gestoßen, die zur Herstellung von Sprengsätzen dienen konnten. Man brachte Gudō Uchiyama in Verbindung mit der Hochverratsaffäre (Taigyaku Jiken, auch Kōtoku Jiken), der Massenverhaftung von etwa zweihundert Linken, Anarchisten und Sozialisten (darunter auch Frauen), die man beschuldigte, sie hätten ein Attentat auf den Kaiser geplant. Obwohl der Prozess unter Ausschluss der Öffentlichkeit stattfand und die Beweise fragwürdig waren, wurden zwölf der mutmaßlichen Verschwörer, auch Gudō Uchiyama und die Feministin Kanno Sugako, 1911 zum Tode verurteilt und umgehend hingerichtet.
Als Gudō die Treppe zum Schafott hinaufstieg, so berichtet Yoshida Kyūichi, „machte er nicht die geringste Andeutung von seelischer Bedrängnis. Vielmehr wirkte er heiter, ja sogar fröhlich – so sehr, dass sich der anwesende Gefängniskaplan verbeugte, als er an ihm vorüberging.“
Mit seinem Tod war die Verfolgung jedoch nicht zu Ende. Das Regime erlaubte nicht, dass der Grabstein Uchiyamas im Kloster Rinsenji seinen Namen trug. Als ein Priesterkollege einmal Blumen auf sein Grab niederlegte, durchsuchte die Polizei anschließend das gesamte Dorf sowie die Umgebung, um den „Täter“ zu finden.

### Entzug des Priesteramts und späte Rehabilitierung
Im Juli 1909, bereits vor Uchiyamas Verurteilung, beantragten Funktionäre der Sōtō-Zen-Linie, ihm sein Abt-Amt zu entziehen. Nach seinem Todesurteil entzogen sie ihm im Juni 1910 auch seinen Status als Priester. Er selbst jedoch betrachtete sich jedoch bis zum Ende unverändert als Zen-Priester.
Erst 70 Jahre nach seinem Tod griff die Sōtō-Zen-Führung den Fall wieder auf und machte 1983 die Aberkennung der Priesterschaft Uchiyamas rückgängig. Die Begründung für seine Rehabilitierung lautete, Uchiyamas Schriften hätten, „wenn man sie nach den heutigen Maßstäben der Achtung der Menschenrechte betrachtet, Elemente enthalten, die als weitsichtig angesehen werden sollten.“ Sie formulierte sogar eine vorsichtige Selbstkritik, weil „die damaligen Handlungen der Soto-Linie stark an einem vom Kaiser-System dominierten Establishment orientiert waren anstatt daran, den einzigartigen buddhistischen Charakter der Priester unserer Linie zu schützen.“